# Primitivo Moacir
Primitivo Moacir (Salvador 1869 - Rio de Janeiro, 1942) foi um professor, advogado e historiador brasileiro.

## Biografia
Nasceu em 1869 em Salvador, na Bahia; exerceu magistério em Lençóis, formou-se em Ciencias Jurídicas  e foi servidor da secretaria da Câmara dos Deputados quando o Rio de Janeiro era a capital do Brasil.
É apontado como um dos grandes  historiadores da educação brasileira em que suas pesquisas sobre o tema resultaram em várias obras sobre a história da instrução no Brasil.
Sua vasta pesquisa sobre educação elenca temas sobre educação técnica, educação médica, educação militar, educação religiosa, educação jurídica e outros. Teve trabalhos com prefácio de Anísio Teixeira.
É citado na Enciclopédia Brasileira da Diáspora Africana.

## Obras
Listagem de alguns trabalhos:
- O ensino público no Congresso Nacional, (1916)
- A instrução e o Império - subsídios para a história da educação no Brasil ,(1936-38) em 3 volumes
- A instrução e as províncias, também em 3 volumes, (1939-40)
- O ensino comum e as primeiras tentativas de nacionalização na província de São Pedro do Rio Grande do Sul (1835-1889), (1940)
- A instrução e a República, em  7 volumes editados ente 1940 a 1944
- A instrução primaria e secundaria no município da Corte na Regência e Maioridade, (1942)
- A instrução pública no Estado de São Paulo. Primeira década republicana 1890-

1893, 2 volumes, (1942).